# André Bourreau
Pour les articles homonymes, voir Bourreau (homonymie).
André Bourreau, né le 3 décembre 1934, est un judoka français.

## Biographie
André Bourreau est médaillé de bronze dans la catégorie des poids légers aux Championnats d'Europe de judo 1961 à Milan puis médaillé d'or dans la même catégorie aux Championnats d'Europe de judo 1962 à Essen. Aux Championnats d'Europe de judo 1963 à Genève ainsi qu'aux Championnats d'Europe de judo 1964 à Berlin-Ouest et aux Championnats d'Europe de judo 1965 à Madrid, il est médaillé d'or des poids légers et médaillé de bronze par équipes. 
Il est sacré champion de France des moins de 68 kg en 1961, 1962 et 1963 et des moins de 70 kg en 1965.
Il participe au tournoi de judo aux Jeux olympiques d'été de 1964 à Tokyo sans obtenir de médaille.

## Distinctions
Il est nommé Gloire du sport par la Fédération des internationaux du sport français (FISF) en 2024.

### Décoration
- Médaille d'honneur de la jeunesse et des sports (1966)[2]